# Blue Water Arena
Pour les articles homonymes, voir Bluewater.
La Blue Water Arena ou Esbjerg Idrætspark est un stade de football danois situé à Esbjerg. Ce stade d'une capacité de 18 000 places (dont 11 451 assises) accueille les matches à domicile du Esbjerg fB, club évoluant dans le championnat du Danemark de football.

## Rencontres internationales
| Date             | Match                       | Contexte     | Nombre de spectateurs |
| ---------------- | --------------------------- | ------------ | --------------------- |
| 21 juin 1966     | Danemark 1 - 3 Portugal     | Match amical | 14 500                |
| 14 novembre 2009 | Danemark 0 - 0 Corée du Sud | Match amical | 15 789                |